# Беширевич, Хамид
Хамид Беширевич (серб. Хамид Беширевић; 7 января 1919, Вишеград — 13 июня 1943, Тьентиште) — боснийский студент, партизан Народно-освободительной войны Югославии, народный герой Югославии.

## Биография
Родился 7 января 1919 в Вишеграде в бедной семье. Босниец по национальности, мусульманин по вероисповеданию. Окончил начальную школу Вишеграда и мусульманскую школу Сараево в 1939 году, поступил на теологический факультет университета Сараево. За время обучения познакомился с представителями Союза коммунистической молодёжи Югославии, в 1938 году начал посещать их собрания, а в 1940 году был принят в Союз.
В 1941 году Хамид после начала войны с Германией бежал из Сараево в родной город, где встретился с Живко Гавриловичем, руководителем СКМЮ в Вишеграде. Прокатившаяся волна насилия над мусульманами-антифашистами со стороны коллаборационистов вынудила Хамида вступить в партизанское движение. 21 декабря 1941 Хамид был принят в 1-ю пролетарскую ударную бригаду вместе со своим другом Юсуфом Доричем в 1-й Ловченский батальон.
Хамид служил пулемётчиком в 1-м Ловченском батальоне, а также занимался политической работой в 3-й роте. Участвовал в Игманском марше в январе 1942 года, весной 1942 года был торжественно принят в КПЮ. Участвовал в боях за города Улог, Ливно, Ключ, Яйце, на реках Маняча, Синяевина, Иван-Седло, Неретва, Главатичево, Дрина и в других стычках. В ноябре 1942 года во время боёв за Яйце Хамид близ Царево-Поле вместе с двумя товарищами уничтожил вражеский бункер.
В начале 1943 года Хамид занял должность заместителя политрука 3-й роты 1-го Ловченского батальона, в ходе Четвёртого антипартизанского наступления проявил себя в боях против четников: так, в одной из битв он вместе с группой бомбашей уничтожил группу четников, в другой (на Дрине, в апреле 1943) в течение восьми часов оборонял гору Крчин от объединённых сил итальянцев и четников, обстреливая их и закидывая гранатами.
На Дрине Хамид был тяжело ранен и отправлен в Центральную больницу НОАЮ, однако умудрился ещё и заболеть тифом. Ослабленный болезнью и ранениями, Хамид Беширевич скончался 13 июня 1943 года близ Тьентиште в разгар битвы на Сутьеске. 27 ноября 1943 года ему было присвоено звание Народного героя Югославии.